# Phaulopsis marcelinoi
Phaulopsis marcelinoi là một loài thực vật có hoa trong họ Ô rô. Loài này được Mankt. miêu tả khoa học đầu tiên năm 1996.